# NGC 2683
NGC 2683 (również PGC 24930 lub UGC 4641) – galaktyka spiralna (Sb), znajdująca się w gwiazdozbiorze Rysia w odległości około 20 milionów lat świetlnych. Została odkryta 5 lutego 1788 roku przez Williama Herschela. Jest to galaktyka aktywna.
Galaktyka NGC 2683 posiada niezwykle jasne galaktyczne jądro, w którym widoczne jest światło sporej populacji starych, żółtawych gwiazd. Ramiona spiralne zawierające młode gromady gwiazd są obszarami ich intensywnego powstawania. Wzdłuż ramion spiralnych są widoczne również ciemne pasy pyłowe. Galaktyka ta jest widoczna niemal dokładnie od strony krawędzi, co pozwala obserwować gromady młodych, niebieskich gwiazd, rozproszone po całym dysku, wskazując obszary produkcji gwiazd. Badania właściwości światła pochodzącego z NGC 2683 wskazują, że jest to galaktyka spiralna z poprzeczką.